# Thích Quảng Đức
Thích Quảng Ðức (1897 – 11 de Junho de 1963), originalmente batizado de Lâm Văn Tức, foi o monge Mahayana, que durante uma manifestação na cidade de Saigon, Vietnã do Sul, contra a política religiosa do governo de Ngo Dinh Diem, ateou fogo em seu próprio corpo em um processo de auto-imolação em 11 de Junho de 1963, resultando em sua morte.

## Protesto
Durante seu suicídio o monge foi fotografado por Malcolm Browne, e sua foto viria a ser premiada com os prêmios Pulitzer e Foto do Ano da World Press Photo. O repórter David Halberstam também recebeu um Pulitzer por sua reportagem escrita do ocorrido.
No Vietnã (que naquela época estava em guerra contra os EUA e parte da Ásia) e posteriormente no mundo todo, ele é considerado um Bodhisattva, uma vez que mesmo tendo sido queimado e posteriormente re-cremado, seu coração permaneceu intacto.[carece de fontes?] Isso aumentou o impacto de sua morte mundialmente, tornando-o um verdadeiro mártir.

## Legado
As ações de Thích Quảng Ðức aumentaram a pressão internacional sobre o regime de Diem e fez com que o líder anunciasse reformas para acalmar os Budistas. No entanto, as mudanças prometidas foram implementadas muito lentamente ou nem foram concluídas, resultando numa deterioração na disputa. Com a continuação dos protestos, as Forças Especiais leais ao irmão de Diem, Ngô Ðình Nhu, iniciaram ataques aos pagodes budistas em toda nação, tomando o 'coração sagrado', causando mortes e danos generalizados. Diversos monges Budistas seguiram o exemplo de Thích Quảng Ðức e se auto-imolaram. Eventualmente, um golpe militar derrubou e matou Diem.
A auto-imolação foi vista como o ponto da virada da crise Budista Vietnamita que culminou na mudança do regime.
Uma porção da mesma imagem foi usada como capa do primeiro CD da banda americana Rage Against the Machine.